# IC 3021
IC 3021 је спирална галаксија у сазвјежђу Дјевица која се налази на листи објеката дубоког неба у Индекс каталогу.
Деклинација објекта је + 13° 2' 59" а ректасцензија 12h 9m 54,5s. Привидна величина (магнитуда) објекта IC 3021 износи 14,2 а фотографска магнитуда 14,8. IC 3021 је још познат и под ознакама UGC 7149, CGCG 69-67, VCC 15, PGC 38684.